# 阿卜杜贾利勒·尤努索夫
阿卜杜贾利勒·马日托维奇·尤努索夫（1953年12月4日—）吉尔吉斯斯坦柔道运动员、桑博摔跤手，吉尔吉斯共和国国家柔道队教练。苏联人民斯巴达克锦标赛冠军（1983年），4届苏联锦标赛奖牌得主，13届吉尔吉斯共和国冠军。参加过苏联锦标赛和苏联武装部队锦标赛以及许多其他全联盟和国际比赛。吉尔吉斯斯坦功勋教练。